# Barthold von Ditfurth
Barthold Burchard Bernhard Busso Hoimar von Ditfurth (* 2. November 1826 in Trier; † 17. Juni 1902 in Berlin) war ein preußischer General der Infanterie.

## Leben

### Herkunft
Er war der Sohn des preußischen Generals der Infanterie Wilhelm von Ditfurth (1780–1855) aus der Familie von Ditfurth und dessen Ehefrau Florentine, geborene von Brederlow (1789–1870).

### Militärkarriere
Ditfurth wurde im elterlichen Hause erzogen. Er trat am 29. Juli 1844 als Fahnenjunker in das 1. Garde-Regiment zu Fuß der Preußischen Armee ein und erhielt im Juni 1846 den Charakter eines Sekondeleutnants. Als solcher nahm er 1848 an der Niederschlagung der revolutionären Unruhe in Berlin teil. Mit Patent vom 21. Juni 1846 wurde Ditfurth am 22. August 1848 zum Sekondeleutnant befördert. Von Mai 1849 bis Ende Dezember 1850 war er zum III. Bataillon des 3. Garde-Landwehr-Regiments kommandiert. Zur weiteren Ausbildung absolvierte Ditfurth ab Oktober 1851 für drei Jahre die Allgemeine Kriegsschule und wurde am 23. Juni 1855 als Premierleutnant in das Garde-Schützen-Bataillon versetzt. Er war dann von Juni 1856 bis Ende Februar 1859 zum Topografischen Büro kommandiert und avancierte am 31. Mai 1859 zum Hauptmann. Am 7. Juni 1860 folgte seine Kommandierung zum Kaiser Franz Garde-Grenadier-Regiment sowie am 1. Juli 1860 die Versetzung in dieses Regiment. Ab 19. September 1860 fungierte Ditfurth als Chef der 12. Kompanie, die er 1866 während des Krieges gegen Österreich im Gefecht bei Alt-Rognitz sowie in der Schlacht bei Königgrätz führte. Für sein Verhalten in dieser Schlacht wurde ihm am 20. September 1866 der Rote Adlerorden IV. Klasse mit Schwertern verliehen.
Nach dem Friedensschluss kam Ditfurth unter Beförderung zum Major nach Erfurt in den Generalstab der 8. Division. Unter Stellung à la suite des Generalstabes wurde er am 21. Januar 1868 zum Direktor der Kriegsschule Erfurt ernannt. Mit Beginn des Krieges gegen Frankreich ernannte man Ditfurth Ende Juli 1870 für die Dauer des mobilen Verhältnisses zum Chef des Generalstabes der Etappeninspektion der 1. Armee. In dieser Eigenschaft nahm er an der Belagerung von Metz sowie der Schlacht an der Hallue teil und erhielt das Eiserne Kreuz II. Klasse. Kurz vor Kriegsende kehrte Ditfurth im April auf seinen Posten als Direktor der Kriegsschule Erfurt zurück und wurde am 18. August 1871 zum Oberstleutnant befördert. Vom 28. Dezember 1872 bis zum 15. August 1873 fungierte er als Bataillonskommandeur im 3. Posenschen Infanterie-Regiment Nr. 58 und wurde anschließend unter Stellung à la suite mit der Führung des 4. Posenschen Infanterie-Regiments Nr. 59 beauftragt. Nachdem man Ditfurth am 2. September 1873 zum Oberst befördert hatte, erhielt er am 14. Februar 1874 seine Ernennung zum Regimentskommandeur. Bereits am 6. April 1874 wurde von diesem Posten wieder abberufen und zum Kommandeur des Kadettenhauses in Berlin ernannt. Daran schloss sich vom 3. August 1876 bis zum 27. November 1879 eine Verwendung als Kommandeur des Anhaltischen Infanterie-Regiments Nr. 93 in Dessau an. Unter Stellung à la suite dieses Regiments beauftragte man Ditfurth anschließend mit der Führung der 57. Infanterie-Brigade in Freiburg im Breisgau. Mit der Beförderung zum Generalmajor wurde er am 11. Dezember 1879 Kommandeur dieser Brigade. Er wurde dann am 12. Januar 1884 Generalleutnant und nach Frankfurt (Oder) als Kommandeur der 5. Division versetzt. Während seiner dortigen Dienstzeit wurde Ditfurth am 24. Juni 1884 Rechtsritter des Johanniterordens und am 5. Mai 1888 mit dem Kronenorden I. Klasse ausgezeichnet. Unter Verleihung des Charakters eines Generals der Infanterie stellte man ihn am 12. Juli 1888 mit der gesetzlichen Pension zur Disposition. Wilhelm II. würdigte ihn nach seiner Verabschiedung am 22. März 1897 durch die Verleihung des Roten Adlerordens I. Klasse mit Eichenlaub und Schwertern.

### Familie
Ditfurth hatte sich am 21. November 1867 in Erfurt mit Helene von Kleist (1844–1920) aus dem Hause Damen verheiratet. Die Ehe blieb kinderlos. Daher adoptierte er Sigismund von Kleist (* 24. April 1874; † 5. August 1939). Ihm wurde am 24. April 1887 die Genehmigung zur Vereinigung seines Namens als „von Kleist-Ditfurth“ erteilt.